# ダニエル・ペンバートン
ダニエル・ペンバートン（Daniel Pemberton、1977年11月3日 - ）は、イギリスの作曲家。主に映画音楽を多く手がける。

## 概要
1977年11月3日にイギリスで生まれる。
1994年、16歳のときにマルチトラックカセットレコーダーで録音した自身のデビュー・アルバム『Bedroom』が環境音楽を中心に活動しているドイツの作曲家ピート・ナムルックの目に留まり、FAX+49-69/450464のサブ・レーベルの一つとしてリリースされたことを機に作曲家としてデビューを果たす。
デビュー後はイギリスのテレビシリーズやドキュメンタリー作品などで活躍し、『ピープ・ショー ボクたち妄想族』や『プレヒストリック・パーク』といった人気作品の作曲にも携わった。
2010年代になるとテレビだけでなく映画の分野でも大きく活躍するようになり、現在では多くの映画作品の音楽制作に携わり、いくつもの著名な作品を担当している。
ダニエル・ペンバートンはいくつかの賞を受賞しており、2014年にワールド・サウンドトラック・アワードで「ディスカバリー・オブ・ザ・イヤー」に選ばれ、2016年には「フィルム・コンポーザー・オブ・ザ・イヤー」にノミネートされた。また、2015年と2019年にゴールデングローブ賞の作曲賞にノミネート、2016年には主題歌賞にノミネートされている。

## 主な担当作品

### テレビ番組
| 放送年    | タイトル                                     | 番組内容                                                        |
| --------- | -------------------------------------------- | --------------------------------------------------------------- |
| 2003-2015 | ピープ・ショー ボクたち妄想族                | チャンネル4で放送されたコメディ系のテレビシリーズ               |
| 2006      | プレヒストリック・パーク                     | ITVなどで放送された古生物系のSF/ドキュメンタリー作品            |
| 2017      | ブラック・ミラー                             | シーズン4の第一話『宇宙船カリスター号』のみを担当               |
| 2019      | ブレグジット EU離脱                          | チャンネル4などで放送されたイギリスのテレビ映画                 |
| 2019      | ダーククリスタル: エイジ・オブ・レジスタンス | Netflixによってイギリスで制作されたダークファンタジー系の人形劇 |

### 短編映画
| 公開年 | 作品名            | 監督                                      |
| ------ | ----------------- | ----------------------------------------- |
| 2008   | Factory Farmed    | ギャレス・エドワーズ                      |
| 2012   | GHOST RECON ALPHA | フランソワ・アロー エルヴェ・デ・クレシー |

### 映画
| 公開年 | 作品名                                        | 監督                                                                  | 受賞歴                        |
| ------ | --------------------------------------------- | --------------------------------------------------------------------- | ----------------------------- |
| 2011   | アウェイクニング                              | ニック・マーフィ                                                      |                               |
| 2012   | ランズエンド -闇の孤島-                       | ニック・マーフィ                                                      |                               |
| 2013   | 悪の法則                                      | リドリー・スコット                                                    |                               |
| 2014   | カムバック!                                   | ジェームズ・グリフィス                                                |                               |
| 2015   | コードネーム U.N.C.L.E.                       | ガイ・リッチー                                                        |                               |
| 2015   | スティーブ・ジョブズ                          | ダニー・ボイル                                                        | ゴールデングローブ賞 作曲賞   |
| 2016   | 愛を綴る女                                    | ニコール・ガルシア                                                    |                               |
| 2016   | ゴールド/金塊の行方                           | スティーヴン・ギャガン                                                | ゴールデングローブ賞 主題歌賞 |
| 2017   | キング・アーサー                              | ガイ・リッチー                                                        |                               |
| 2017   | ザ・シークレットマン                          | ピーター・ランデズマン                                                |                               |
| 2017   | モリーズ・ゲーム                              | アーロン・ソーキン                                                    |                               |
| 2017   | ゲティ家の身代金                              | リドリー・スコット                                                    |                               |
| 2018   | オーシャンズ8                                 | ゲイリー・ロス                                                        |                               |
| 2018   | スパイダーマン:スパイダーバース               | ボブ・ペルシケッティ ピーター・ラムジー ロドニー・ロスマン            |                               |
| 2019   | イエスタデイ                                  | ダニー・ボイル                                                        |                               |
| 2019   | マザーレス・ブルックリン                      | エドワード・ノートン                                                  | ゴールデングローブ賞 作曲賞   |
| 2020   | ハーレイ・クインの華麗なる覚醒 BIRDS OF PREY  | キャシー・ヤン                                                        |                               |
| 2020   | シカゴ7裁判                                   | アーロン・ソーキン                                                    |                               |
| 2020   | エノーラ・ホームズの事件簿                    | ハリー・ブラッドビア                                                  |                               |
| 2021   | 愛すべき夫妻の秘密                            | アーロン・ソーキン                                                    |                               |
| 2022   | アムステルダム                                | デヴィッド・O・ラッセル                                               |                               |
| 2023   | スパイダーマン:アクロス・ザ・スパイダーバース | ホアキン・ドス・サントス ケンプ・パワーズ ジャスティン・K・トンプソン |                               |

### ビデオゲーム
| 発売年 | タイトル                | 開発会社                         |
| ------ | ----------------------- | -------------------------------- |
| 2008   | リトルビッグプラネット  | メディアモレキュール             |
| 2010   | Kinect アドベンチャー!  | マイクロソフト・ゲーム・スタジオ |
| 2011   | リトルビッグプラネット2 | メディアモレキュール             |
| 2024   | CONCORD                 | Firewalk Studios                 |

## ディスコグラフィ

### リーダー・アルバム
- Bedroom (1994年、Fax +49-69/450464)
- Octopus 3 (1998年、Fax +49-69/450464) ※with チャールズ・ウゼル＝エドワーズ
- Enhanced Environments (1999年、Subversal) ※with チャールズ・ウゼル＝エドワーズ

### 主なサウンドトラック・アルバム
- 『プレヒストリック・パーク』 - Prehistoric Park (2006年)
- 『アウェイクニング』 - The Awakening (2011年)
- 『ランズエンド -闇の孤島-』 - Blood (2012年)
- 『新クライモリ デッド・フィーバー』 - In Fear (2013年)
- 『悪の法則』 - The Counselor (2013年)
- 『カムバック!』 - Cuban Fury (2014年)
- 『コードネーム U.N.C.L.E.』 - The Man from U.N.C.L.E. (2015年)
- 『スティーブ・ジョブズ』 - Stive Jobs (2015年)
- 『愛を綴る女』 - Mal de pierres (2016年)
- 『ゴールド/金塊の行方』 - Gold (2016年)
- 『キング・アーサー』 - King Arthur : Legend of the Sword (2017年)
- 『ザ・シークレットマン』 - Mark Felt: The Man Who Brought Down the White House (2017年)
- 『モリーズ・ゲーム』 - Molly's Game (2017年)
- 『ゲティ家の身代金』 - All the Money in the World (2017年)
- 『オーシャンズ8』 - Ocean's 8 (2018年)
- 『スパイダーマン:スパイダーバース』 - Spider-Man: Into the Spider-Verse (2018年)
- 『ブレグジット EU離脱』 - Brexit: The Uncivil War (2019年) ※テレビ映画
- 『イエスタデイ』 - Yesterday (2019年)
- 『ダーククリスタル: エイジ・オブ・レジスタンス』 - The Dark Crystal: Age of Resistance (2019年) ※人形劇シリーズ
- 『マザーレス・ブルックリン』 - Motherless Brooklyn (2019年)
- 『ハーレイ・クインの華麗なる覚醒 BIRDS OF PREY』 - Birds of Prey (and the Fantabulous Emancipation of One Harley Quinn) (2020年)
- 『エノーラ・ホームズの事件簿』 - Enola Holmes (2020年)
- 『シカゴ7裁判』 - The Trial of the Chicago 7 (2020年)
- 『ライジング・フェニックス: パラリンピックと人間の可能性』 - Rising Phoenix (2020年)
- 『ウェルカム・トゥ・アース あなたの知らない地球』 - Welcome to Earth (2021年) ※テレビシリーズ
- 『愛すべき夫妻の秘密』 - Being the Ricardos (2021年)
- 『THE RESCUE 奇跡を起こした者たち』 - The Rescue (2021年)
- 『エノーラ・ホームズの事件簿2』 - Enola Holmes 2 (2022年)
- 『アムステルダム』 - Amsterdam (2022年)
- 『ウエスト・エンド殺人事件』 - See How They Run (2022年)
- 『バッドガイズ』 - The Bad Guys (2022年)
- 『フェラーリ』 - Ferrari (2023年)
- 『スパイダーマン:アクロス・ザ・スパイダーバース』 - Spider-Man: Across the Spider-Verse (2023年)